# Coupe de l'EHF féminine 1999-2000
Navigation
Coupe de l'EHF 1998-1999 Coupe de l'EHF 2000-2001
La Coupe de l'EHF 1999-2000 est la dix-neuvième édition de la Coupe de l'EHF féminine, compétition de handball créée en 1981 et organisée par l'EHF.

## Formule
La coupe de l'EHF est aussi appelée la C3. Il faut pour chaque équipe engagée franchir les cinq tours de l’épreuve pour brandir le trophée. Toutes les rencontres se déroulent en matchs aller-retour. 
La coupe de l'EHF intègre trente-deux équipes qualifiées par leurs fédérations nationales lors des seizièmes de finale.

## Demi-finales
| Date Aller    | Club              | Aller | Total | Retour | Club                 | Date Retour   |
| ------------- | ----------------- | ----- | ----- | ------ | -------------------- | ------------- |
| 22 avril 2000 | Borussia Dortmund | 25-25 | 47-50 | 22-25  | Tertnes IL           | 30 avril 2000 |
| 23 avril 2000 | Ferrobús Mislata  | 29-19 | 56-44 | 27-25  | HK Slovan Duslo Šaľa | 29 avril 2000 |

## Finale
| Date Aller  | Club             | Aller | Total | Retour | Club       | Date Retour |
| ----------- | ---------------- | ----- | ----- | ------ | ---------- | ----------- |
| 21 mai 2000 | Ferrobús Mislata | 24-22 | 42-41 | 18-19  | Tertnes IL | 28 mai 2000 |

## Les championnes d'Europe
| Championne Coupe d'Europe de l'EHF 1999-2000 Ferrobús Mislata 1er titre |